# 迪斯多夫
迪斯多夫（德語：Diesdorf）是德国萨克森-安哈尔特州的市镇，隶属于萨尔茨韦德尔-阿尔特马克县。总面积为100.51平方千米，截至2023年12月31日总人口为2,249人。